# Poles1469
Poles1469 è il singolo di debutto dei rapper statunitensi Trippie Redd e 6ix9ine, pubblicato il 27 aprile 2017 e distribuito dall'etichetta discografica Caroline.

## Tracce
1. Poles1469 (feat. 6ix9ine) – 2:29